# Salford (Bedfordshire)
Salford – wieś w Anglii, w hrabstwie ceremonialnym Bedfordshire, w dystrykcie (unitary authority) Central Bedfordshire. Leży 16 km na południowy zachód od centrum miasta Bedford i 70 km na północny zachód od centrum Londynu.